# Megan Gustafson
Megan Elizabeth Gustafson (ur. 13 grudnia 1996 w Duluth) – amerykańska koszykarka, występująca na pozycjach silnej skrzydłowej lub środkowej, posiadająca także hiszpańskie obywatelstwo, olimpijka, obecnie zawodniczka Las Vegas Aces w WNBA.
23 lipca 2020 została zawodniczką PolskiejStrefaInwestycji Enea Gorzów Wielkopolski. 1 maja 2021 dołączyła do VBW Arki Gdynia.
25 sierpnia 2021 podpisała umowę z Washington Mystics. 1 lutego 2024 zawarła kontrakt z Las Vegas Aces.

## Osiągnięcia
Stan na 20 sierpnia 2024, na podstawie, o ile nie zaznaczono inaczej.

### NCAA
- Uczestniczka rozgrywek:
  - Elite 8 turnieju NCAA (2019)
  - turnieju NCAA (2018, 2019)
- Mistrzyni:
  - turnieju konferencji Big 10 (2019)
  - sezonu regularnego Big East (2012, 2013)
- Koszykarka roku:
  - NCAA:
    - im. Naismitha (2019)[7]
    - według:
      - Unites States Basketball Writers Association (USBWA – 2019)
      - Associated Press (2019)
      - ESPNW (2019)

    - Senior CLASS Award (2019)

  - Konferencji Big 10 (2018, 2019)
- Most Outstanding Player (MOP=MVP) turnieju Big Ten (2019)
- Laureatka:
  - Lisa Leslie Award (2019)
  - Honda Sports Award (2019)
- Zaliczona do:
  - I składu:
    - All-American (2019 przez Associated Press, USBWA, ESPNW)
    - Big 10 (2017, 2018)
    - Academic All-Big Ten (2018)
    - najlepszych pierwszorocznych zawodniczek Big 10 (2016)
    - turnieju:
      - Cancun Challenge (2016)
      - Hawkeye Challenge (2016, 2017)
      - Big 10 (2018)
- Liderka NCAA w:
  -     - średniej punktów (25,7 – 2018, 27,8 – 2019)
    - skuteczności rzutów z gry (67,1% – 2018, 69,6% – 2019)
    - liczbie celnych rzutów z gry (320 – 2018)
- Drużyna Iowa Hawkeyes zastrzegła należący do niej numer 10 (2020)[8]

### Drużynowe
- Mistrzyni:
  - Eurocup (2024)
  - Grecji (2023)
- Brązowa medalistka mistrzostw Polski (2021, 2022[9])
- Zdobywczyni WBBL Trophy (Betty Codona Trophy – 2023/2024)
- Finalistka:
  - Pucharu Polski (2022)[10]
  - Superpucharu Polski (2021)[11]

### Indywidualne
(* – nagrody przyznane przez portal eurobasket.com)
- MVP kolejki EBLK (8 – 2020/2021)[12]
- Zaliczona do I składu:
  - EBLK (2022)[13]
  - ligi węgierskiej (2020)*[14]
  - kolejki EBLK (9 – 2021/2022)[15]
- Liderka w blokach ligi węgierskiej (2020)[14]

### Reprezentacja
- Uczestniczka igrzysk olimpijskich (2024 – 5. miejsce)[16]